# Folpersviller
Folpersviller (deutsch Folpersweiler) ist ein Ortsteil von Saargemünd und eine ehemalige französische Gemeinde im Département Moselle in der Region Grand Est (bis 2015 Lothringen), vier Kilometer nordöstlich der Innenstadt.

## Geschichte
Folpersviller gehörte von 1811 bis 1833 zu Saargemünd und war danach wieder selbständig. 1970 wurde der Ort erneut nach Saargemünd eingemeindet.

## Verkehr
Von 1879 bis 1959 war Folpersviller eine Station der Bliestalbahn.